# Saison 1998-1999 de l'ECHL
Saison précédente Saison suivante
La saison 1998-1999 est la onzième saison de la Ligue de hockey de la Côte-Est au terme de laquelle les Sea Wolves du Mississippi remportent la Coupe Kelly en battant en finale les Renegades de Richmond.

## Saison régulière
Deux nouvelles formations rejoignent la ligue : les Everblades de la Floride et le Grrrowl de Greenville. Les Riverfrogs de Louisville sont transférés à Miami en Floride et sont renommés Matadors de Miami et les Ice Caps de Raleigh déménagent à Augusta en Géorgie pour devenir les Lynx d'Augusta.

### Classement

#### Association Nord
| Clt   | Équipe                    | PJ | V  | D  | DF | BP  | BC  | Pts |
| ----- | ------------------------- | -- | -- | -- | -- | --- | --- | --- |
| +001, | Express de Roanoke        | 70 | 38 | 22 | 10 | 224 | 201 | 86  |
| +002, | Admirals de Hampton Roads | 70 | 38 | 24 | 8  | 215 | 213 | 84  |
| +003, | Renegades de Richmond     | 70 | 40 | 27 | 3  | 239 | 196 | 83  |
| +004, | Icebreakers de Chesapeake | 70 | 34 | 25 | 11 | 229 | 206 | 79  |
| +005, | Chiefs de Johnstown       | 70 | 27 | 34 | 9  | 218 | 265 | 63  |

| Clt   | Équipe                 | PJ | V  | D  | DF | BP  | BC  | Pts |
| ----- | ---------------------- | -- | -- | -- | -- | --- | --- | --- |
| +001, | Chill de Columbus      | 70 | 39 | 24 | 7  | 257 | 242 | 85  |
| +002, | Rivermen de Peoria     | 70 | 39 | 25 | 6  | 243 | 230 | 84  |
| +003, | Storm de Toledo        | 70 | 39 | 26 | 5  | 256 | 246 | 83  |
| +004, | Bombers de Dayton      | 70 | 34 | 27 | 9  | 239 | 241 | 77  |
| +005, | Blizzard de Huntington | 70 | 31 | 33 | 6  | 221 | 253 | 68  |
| +006, | Nailers de Wheeling    | 70 | 27 | 37 | 6  | 206 | 249 | 60  |

#### Association Sud
| Clt   | Équipe                          | PJ | V  | D  | DF | BP  | BC  | Pts |
| ----- | ------------------------------- | -- | -- | -- | -- | --- | --- | --- |
| +001, | Pride de Pee Dee                | 70 | 51 | 15 | 4  | 289 | 191 | 106 |
| +002, | Everblades de la Floride        | 70 | 45 | 20 | 5  | 253 | 180 | 95  |
| +003, | Stingrays de la Caroline du Sud | 70 | 40 | 20 | 10 | 235 | 216 | 90  |
| +004, | Lynx d'Augusta                  | 70 | 38 | 27 | 5  | 235 | 233 | 81  |
| +005, | Lizard Kings de Jacksonville    | 70 | 35 | 33 | 2  | 235 | 255 | 72  |
| +006, | Checkers de Charlotte           | 70 | 29 | 30 | 11 | 221 | 262 | 69  |
| +007, | Matadors de Miami               | 70 | 28 | 32 | 10 | 208 | 266 | 66  |
| +008, | Grrrowl de Greenville           | 70 | 26 | 33 | 11 | 208 | 241 | 63  |

| Clt   | Équipe                       | PJ | V  | D  | DF | BP  | BC  | Pts |
| ----- | ---------------------------- | -- | -- | -- | -- | --- | --- | --- |
| +001, | IceGators de la Louisiane    | 70 | 46 | 18 | 6  | 297 | 205 | 98  |
| +002, | Sea Wolves du Mississippi    | 70 | 41 | 22 | 7  | 251 | 215 | 89  |
| +003, | Bulls de Birmingham          | 70 | 37 | 29 | 4  | 251 | 267 | 78  |
| +004, | Brass de la Nouvelle-Orléans | 70 | 30 | 27 | 13 | 244 | 261 | 73  |
| +005, | Mysticks de Mobile           | 70 | 31 | 31 | 8  | 231 | 259 | 70  |
| +006, | Kingfish de Bâton-Rouge      | 70 | 30 | 30 | 10 | 222 | 228 | 70  |
| +007, | Tiger Sharks de Tallahassee  | 70 | 27 | 34 | 9  | 212 | 250 | 63  |
| +008, | Ice Pilots de Pensacola      | 70 | 25 | 41 | 4  | 199 | 267 | 54  |

- En gras : qualifié pour les huitièmes de finale des séries
- En italique : qualifié pour le premier tour des séries

## Séries éliminatoires

### Premier tour
Un premier tour au meilleur des trois matchs est joué pour les équipes de l'association Sud.
- Les Kingfish de Bâton-Rouge gagnent leur série contre les Lynx d'Augusta 2 matchs à 0.
- Le Brass de la Nouvelle-Orléans gagne sa série contre les Lizard Kings de Jacksonville 2 matchs à 0.
- Les Bulls de Birmingham gagnent leur série contre les Mysticks de Mobile 2 matchs à 0.

### Séries finales
|  | Huitièmes de finale             | Huitièmes de finale             | Huitièmes de finale          | Huitièmes de finale          |                          |                          | Quarts de finale | Quarts de finale | Quarts de finale | Quarts de finale |  |  | Demi-finales | Demi-finales | Demi-finales | Demi-finales |  |  | Finale de la Coupe Kelly | Finale de la Coupe Kelly | Finale de la Coupe Kelly | Finale de la Coupe Kelly |
|  |                                 |                                 |                              |                              |                          |                          |                  |                  |                  |                  |  |  |              |              |              |              |  |  |                          |                          |                          |                          |
|  |                                 |                                 |                              |                              |                          |                          |                  |                  |                  |                  |  |  |              |              |              |              |  |  |                          |                          |                          |                          |
|  | Express de Roanoke              | Express de Roanoke              | 3                            | 3                            |                          |                          |                  |                  |                  |                  |  |  |              |              |              |              |  |  |                          |                          |                          |                          |
|  | Express de Roanoke              | Express de Roanoke              | 3                            | 3                            |                          |                          |                  |                  |                  |                  |  |  |              |              |              |              |  |  |                          |                          |                          |                          |
|  | Bombers de Dayton               | Bombers de Dayton               | 1                            | 1                            |                          |                          |                  |                  |                  |                  |  |  |              |              |              |              |  |  |                          |                          |                          |                          |
|  | Bombers de Dayton               | Bombers de Dayton               | 1                            | 1                            | Express de Roanoke       | Express de Roanoke       | 3                | 3                |                  |                  |  |  |              |              |              |              |  |  |                          |                          |                          |                          |
|  |                                 |                                 |                              |                              | Express de Roanoke       | Express de Roanoke       | 3                | 3                |                  |                  |  |  |              |              |              |              |  |  |                          |                          |                          |                          |
|  |                                 |                                 | Icebreakers de Chesapeake    | Icebreakers de Chesapeake    | 1                        | 1                        |                  |                  |                  |                  |  |  |              |              |              |              |  |  |                          |                          |                          |                          |
|  | Chill de Columbus               | Chill de Columbus               | Icebreakers de Chesapeake    | Icebreakers de Chesapeake    | 1                        | 1                        | 1                | 1                |                  |                  |  |  |              |              |              |              |  |  |                          |                          |                          |                          |
|  | Chill de Columbus               | Chill de Columbus               |                              |                              |                          |                          |                  | 1                |                  |                  |  |  |              |              |              |              |  |  |                          |                          |                          |                          |
|  | Icebreakers de Chesapeake       | Icebreakers de Chesapeake       | 3                            | 3                            |                          |                          |                  |                  |                  |                  |  |  |              |              |              |              |  |  |                          |                          |                          |                          |
|  | Icebreakers de Chesapeake       | Icebreakers de Chesapeake       | 3                            | 3                            | Express de Roanoke       | Express de Roanoke       | 0                | 0                |                  |                  |  |  |              |              |              |              |  |  |                          |                          |                          |                          |
|  |                                 |                                 |                              |                              | Express de Roanoke       | Express de Roanoke       | 0                | 0                |                  |                  |  |  |              |              |              |              |  |  |                          |                          |                          |                          |
|  |                                 |                                 | Renegades de Richmond        | Renegades de Richmond        | 4                        | 4                        |                  |                  |                  |                  |  |  |              |              |              |              |  |  |                          |                          |                          |                          |
|  | Rivermen de Peoria              | Rivermen de Peoria              | Renegades de Richmond        | Renegades de Richmond        | 4                        | 4                        | 1                | 1                |                  |                  |  |  |              |              |              |              |  |  |                          |                          |                          |                          |
|  | Rivermen de Peoria              | Rivermen de Peoria              |                              |                              |                          |                          |                  | 1                |                  |                  |  |  |              |              |              |              |  |  |                          |                          |                          |                          |
|  | Storm de Toledo                 | Storm de Toledo                 | 3                            | 3                            |                          |                          |                  |                  |                  |                  |  |  |              |              |              |              |  |  |                          |                          |                          |                          |
|  | Storm de Toledo                 | Storm de Toledo                 | 3                            | 3                            | Storm de Toledo          | Storm de Toledo          | 0                | 0                |                  |                  |  |  |              |              |              |              |  |  |                          |                          |                          |                          |
|  |                                 |                                 |                              |                              | Storm de Toledo          | Storm de Toledo          | 0                | 0                |                  |                  |  |  |              |              |              |              |  |  |                          |                          |                          |                          |
|  |                                 |                                 | Renegades de Richmond        | Renegades de Richmond        | 3                        | 3                        |                  |                  |                  |                  |  |  |              |              |              |              |  |  |                          |                          |                          |                          |
|  | Admirals de Hampton Roads       | Admirals de Hampton Roads       | Renegades de Richmond        | Renegades de Richmond        | 3                        | 3                        | 1                | 1                |                  |                  |  |  |              |              |              |              |  |  |                          |                          |                          |                          |
|  | Admirals de Hampton Roads       | Admirals de Hampton Roads       |                              |                              |                          |                          |                  | 1                |                  |                  |  |  |              |              |              |              |  |  |                          |                          |                          |                          |
|  | Renegades de Richmond           | Renegades de Richmond           | 3                            | 3                            |                          |                          |                  |                  |                  |                  |  |  |              |              |              |              |  |  |                          |                          |                          |                          |
|  | Renegades de Richmond           | Renegades de Richmond           | 3                            | 3                            | Renegades de Richmond    | Renegades de Richmond    | 3                | 3                |                  |                  |  |  |              |              |              |              |  |  |                          |                          |                          |                          |
|  |                                 |                                 |                              |                              | Renegades de Richmond    | Renegades de Richmond    | 3                | 3                |                  |                  |  |  |              |              |              |              |  |  |                          |                          |                          |                          |
|  |                                 |                                 | Sea Wolves du Mississippi    | Sea Wolves du Mississippi    | 4                        | 4                        |                  |                  |                  |                  |  |  |              |              |              |              |  |  |                          |                          |                          |                          |
|  | Pride de Pee Dee                | Pride de Pee Dee                | Sea Wolves du Mississippi    | Sea Wolves du Mississippi    | 4                        | 4                        | 3                | 3                |                  |                  |  |  |              |              |              |              |  |  |                          |                          |                          |                          |
|  | Pride de Pee Dee                | Pride de Pee Dee                |                              |                              |                          |                          |                  | 3                |                  |                  |  |  |              |              |              |              |  |  |                          |                          |                          |                          |
|  | Kingfish de Bâton-Rouge         | Kingfish de Bâton-Rouge         | 1                            | 1                            |                          |                          |                  |                  |                  |                  |  |  |              |              |              |              |  |  |                          |                          |                          |                          |
|  | Kingfish de Bâton-Rouge         | Kingfish de Bâton-Rouge         | 1                            | 1                            | Pride de Pee Dee         | Pride de Pee Dee         | 3                | 3                |                  |                  |  |  |              |              |              |              |  |  |                          |                          |                          |                          |
|  |                                 |                                 |                              |                              | Pride de Pee Dee         | Pride de Pee Dee         | 3                | 3                |                  |                  |  |  |              |              |              |              |  |  |                          |                          |                          |                          |
|  |                                 |                                 | Brass de la Nouvelle-Orléans | Brass de la Nouvelle-Orléans | 1                        | 1                        |                  |                  |                  |                  |  |  |              |              |              |              |  |  |                          |                          |                          |                          |
|  | IceGators de la Louisiane       | IceGators de la Louisiane       | Brass de la Nouvelle-Orléans | Brass de la Nouvelle-Orléans | 1                        | 1                        | 2                | 2                |                  |                  |  |  |              |              |              |              |  |  |                          |                          |                          |                          |
|  | IceGators de la Louisiane       | IceGators de la Louisiane       |                              |                              |                          |                          |                  | 2                |                  |                  |  |  |              |              |              |              |  |  |                          |                          |                          |                          |
|  | Brass de la Nouvelle-Orléans    | Brass de la Nouvelle-Orléans    | 3                            | 3                            |                          |                          |                  |                  |                  |                  |  |  |              |              |              |              |  |  |                          |                          |                          |                          |
|  | Brass de la Nouvelle-Orléans    | Brass de la Nouvelle-Orléans    | 3                            | 3                            | Pride de Pee Dee         | Pride de Pee Dee         | 1                | 1                |                  |                  |  |  |              |              |              |              |  |  |                          |                          |                          |                          |
|  |                                 |                                 |                              |                              | Pride de Pee Dee         | Pride de Pee Dee         | 1                | 1                |                  |                  |  |  |              |              |              |              |  |  |                          |                          |                          |                          |
|  |                                 |                                 | Sea Wolves du Mississippi    | Sea Wolves du Mississippi    | 4                        | 4                        |                  |                  |                  |                  |  |  |              |              |              |              |  |  |                          |                          |                          |                          |
|  | Everblades de la Floride        | Everblades de la Floride        | Sea Wolves du Mississippi    | Sea Wolves du Mississippi    | 4                        | 4                        | 3                | 3                |                  |                  |  |  |              |              |              |              |  |  |                          |                          |                          |                          |
|  | Everblades de la Floride        | Everblades de la Floride        |                              |                              |                          |                          |                  | 3                |                  |                  |  |  |              |              |              |              |  |  |                          |                          |                          |                          |
|  | Bulls de Birmingham             | Bulls de Birmingham             | 0                            | 0                            |                          |                          |                  |                  |                  |                  |  |  |              |              |              |              |  |  |                          |                          |                          |                          |
|  | Bulls de Birmingham             | Bulls de Birmingham             | 0                            | 0                            | Everblades de la Floride | Everblades de la Floride | 0                | 0                |                  |                  |  |  |              |              |              |              |  |  |                          |                          |                          |                          |
|  |                                 |                                 |                              |                              | Everblades de la Floride | Everblades de la Floride | 0                | 0                |                  |                  |  |  |              |              |              |              |  |  |                          |                          |                          |                          |
|  |                                 |                                 | Sea Wolves du Mississippi    | Sea Wolves du Mississippi    | 3                        | 3                        |                  |                  |                  |                  |  |  |              |              |              |              |  |  |                          |                          |                          |                          |
|  | Stingrays de la Caroline du Sud | Stingrays de la Caroline du Sud | Sea Wolves du Mississippi    | Sea Wolves du Mississippi    | 3                        | 3                        | 0                | 0                |                  |                  |  |  |              |              |              |              |  |  |                          |                          |                          |                          |
|  | Stingrays de la Caroline du Sud | Stingrays de la Caroline du Sud |                              |                              |                          |                          |                  | 0                |                  |                  |  |  |              |              |              |              |  |  |                          |                          |                          |                          |
|  | Sea Wolves du Mississippi       | Sea Wolves du Mississippi       | 3                            | 3                            |                          |                          |                  |                  |                  |                  |  |  |              |              |              |              |  |  |                          |                          |                          |                          |
|  | Sea Wolves du Mississippi       | Sea Wolves du Mississippi       | 3                            | 3                            |                          |                          |                  |                  |                  |                  |  |  |              |              |              |              |  |  |                          |                          |                          |                          |
|  |                                 |                                 |                              |                              |                          |                          |                  |                  |                  |                  |  |  |              |              |              |              |  |  |                          |                          |                          |                          |

## Trophées
| Coupe Kelly :                       | Sea Wolves du Mississippi                  |
| Coupe Henry Brabham :               | Pride de Pee Dee                           |
| Champion de l'association Nord :    | Renegades de Richmond                      |
| Champion de l'association Sud :     | Sea Wolves du Mississippi                  |
| Trophée John Brophy :               | Bob Ferguson, Everblades de la Floride     |
| Meilleur joueur de la Ligue :       | Chris Valicevic, IceGators de la Louisiane |
| Meilleur joueur de la Coupe Kelly : | Travis Scott, Sea Wolves du Mississippi    |
| Gardien de but de l'année :         | Maxime Gingras, Renegades de Richmond      |
| Recrue de l'année :                 | Maxime Gingras, Renegades de Richmond      |
| Défenseur de l'année :              | Chris Valicevic, IceGators de la Louisiane |
| Meilleur buteur :                   | John Spoltore, IceGators de la Louisiane   |
| Meilleur esprit sportif :           | Jamie Ling, Bombers de Dayton              |